# Distrito de Hakui (Ishikawa)

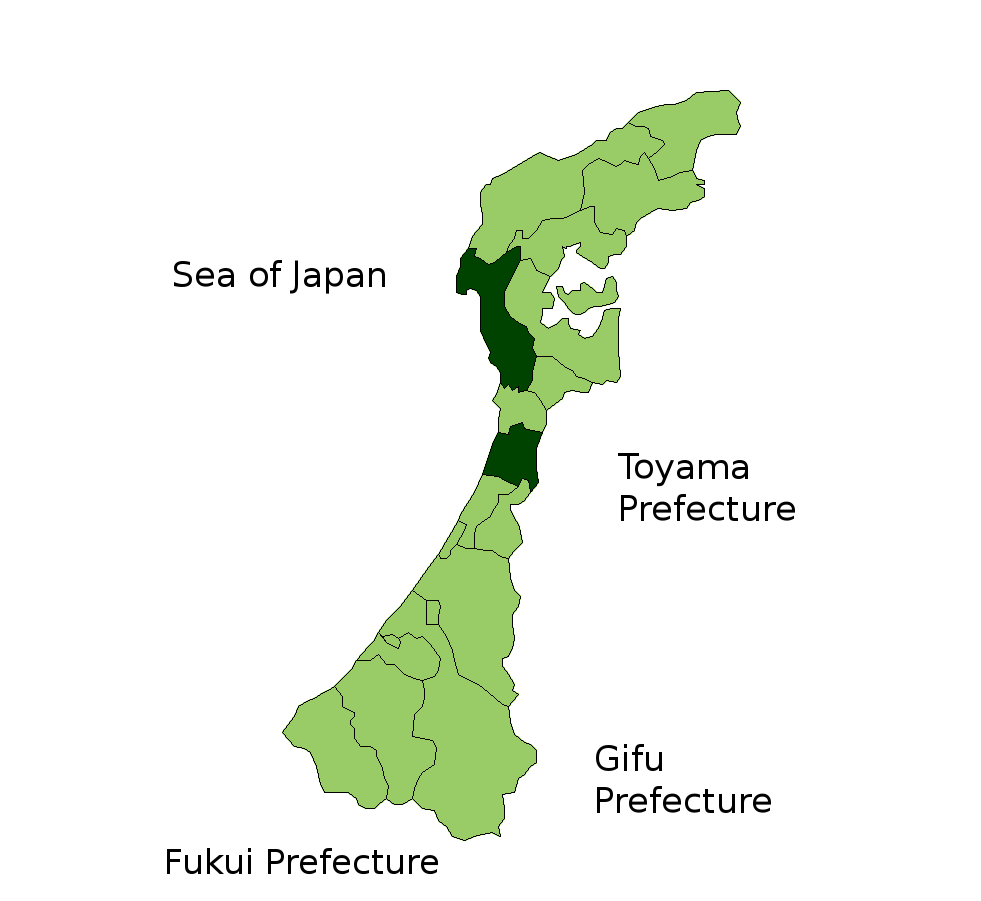
Ubicación del distrito de Hakui en la prefectura de Ishikawa

El distrito de Hakui (羽咋郡 Hakui-gun?) es un distrito localizado en la prefectura de Ishikawa, Japón. En octubre de 2019 tenía una población estimada de 31.146 habitantes y una densidad de población de 86,9 personas por km². Su área total es de 358,28 km².

## Localidades
- Hōdatsushimizu
- Shika